# Leanid Karnijenka
Leanid Leanidavitj Karnijenka (belarusiska: Леанід Леанідавіч Карніенка), född 20 augusti 1987, är en belarusisk längdskidåkare.
Karnijenka blev den första belarusiern att ta en VM-medalj i längdåkning, när han helt överraskande tog silver på 15 kilometer i VM i Sapporo 2007. Före silvermedaljen var han rankad som 647:a på det internationella skidsportförbundets rankning och han hade inte haft några betydande framgångar i världscupen och som bäst en 16:e plats i junior-VM 2006.  Den låga rankningen gjorde att han fick starta som nummer tre av 121 deltagare i tävlingen, vilket var en stor fördel då ett kraftigt snöfall gjorde banan svåråkt för dem som startade senare.
Han deltog vidare vid VM 2009 och slutade då som bäst på 20:e plats i sprinten. Han deltog vid Olympiska vinterspelen 2010 där han slutade på plats 63 på 15 km klassiskt. Han blev vidare 51:a i sprinten. I sprintstafetten ställde han upp tillsammans med Sergej Dolidovitj och laget var överraskande på väg mot en finalplats då Karnijenka körde fel på upploppet och laget aldrig tog sig i mål.